# France Ellegaard
France Marguerite Ellegaard (10. oktober 1913 i Paris, Frankrig – 17. april 1999 i Espoo, Finland) var en dansk-finsk pianist.
France Ellegaard var datter af cykelrytteren Thorvald Ellegaard. Hun voksede op i Paris under og efter første verdenskrig. Familien tog fast bopæl i Paris 1912, fordi byen var et praktisk centrum for faderens mange rejser. Siden blev familien boende, for at France Ellegaard kunne gennemføre sin musikalske uddannelse der. Allerede da hun var fem år, optrådte hun ved velgørenhedskoncerter, og kun ni år gammel indledte hun sin uddannelse på Paris musikkonservatorium efter at have fået en aldersdispensation. Hendes konservatoriestudier, der varede til 1932, omfattede ikke bare klaverspil, men også musikteori, komposition, musikhistorie og slagtøj, og hun viste så gode resultater på alle områder, at hun i løbet af konservatorietiden vandt 12 førstepriser. Som en tyvstart på karrieren debuterede hun som 14-årig i København. To år efter kom hendes debut i Paris, hvor hun afsluttede sin klaveruddannelse ved at spille Nikolaj Rimskij-Korsakov klaverkoncert med Orchestre Lamoureux dirigeret af Albert Wolff. Sine musikteoretiske studier færdiggjorde hun fire år senere, og herefter indledte hun et omfattende turnéliv, som gjorde hende kendt over hele Europa.
France Ellegaards moder, Karen Kirstine Nicolaysen, der under datterens opvækst nøje havde styret hendes musikuddannelse, fortsatte med at være chaperone for hende på alle turneerne i Skandinavien, de baltiske lande og størstedelen af det øvrige Europa. Først efter at hun var fyldt 30 år, begyndte hun at organisere sin karriere selv. Hun boede i Danmark ved anden verdenskrigs udbrud og forsøgte at fortsætte karrieren trods krigen. De danske kunstnere var forpligtet til at deltage i kulturelle arrangementer i Nazi-Tyskland, og det gjaldt også France Ellegaard, som gav koncerter i Berlin i 1942 og 1943. Da hun i 1943 fik en måneds udrejsetilladelse til Sverige, blev hun i Stockholm under resten af krigen. I Sverige mødte hun den ungarske pianist Annie Fischer, som hun gav flere duo-koncerter med. Efter krigen mistede hun sit danske publikum, som opfattede hende som tyskvenlig.
France Ellegaard spille ofte i Finland, hvor hun optrådte første gang i 1933, og det blev siden til mange koncertbesøg. Hun spillede ved flere velgørenhedskoncerter til fordel for Finland i forbindelse med vinterkrigen 1939–1940. I 1948 traf hun sin kommende mand, Birger Carlstedt, der var en af Finlands første og førende nonfigurative malere. Parret giftede sig 1949, og France Ellegaard flyttede ind i sin mands kunstnerbolig i Matinkylä (Mattby) uden for Helsingfors.
France Ellegaard fik flere hædersbevisninger, bl.a. den franske Medalje Arts, Sciences et Lettres i 1933 og Tagea Brandts Rejselegat i 1936. I 1960'erne begyndte hendes koncertvirksomhed at mindskes. Hun underviste på Sibelius Akademiet i Helsingfors 1969–1975.